# سوركيوس (باد كاليه)
سوركيوس، باد كاليه (بالفرنسية: Surques)‏ هي بلدية تقع في إقليم باد كاليه من منطقة نور با دو كاليه في شمال فرنسا. تبلغ مساحة هذه المدينة 6.85 (كم²)، وترتفع عن سطح البحر 144 م، يبلغ عدد سكانها 454 نسمة حسب إحصاء المعهد الوطني للإحصاء والدراسات الاقتصادية سنة 2009 م. وترأس Lucien Bay البلدية خلال فترة (2008-2014).